# アンドレイ・アンドレーエフ
アンドレイ・アンドレーエヴィチ・アンドレーエフ（ロシア語: Андре́й Андре́евич Андре́ев、ラテン文字表記の例：Andrei Andreevich Andreev、1895年10月30日（グレゴリオ暦では10月18日） - 1971年12月5日）は、ソビエト連邦の政治家。

## 経歴

### 生い立ち
1895年10月30日（グレゴリオ暦では10月18日）にロシア帝国のスモレンスク県にて、農民の家庭に誕生する。正式な教育を受けた期間は短く、13歳の時にモスクワに上京する。この時マルクス主義文学等に触れ、独学でその知識を養いながら革命活動に従事する事となる。1914年よりサンクトペテルブルクに活動の拠点を移し、ロシア社会民主労働党に入党する。工場での労働の傍ら革命活動をしていた中、1917年に2月革命が起きるが、この頃妻となるドーラ・ハザンと知り合う。ロシア内戦時はウラル山脈地方及びウクライナでの労働組合の構成員としても働いていたが、1920年にモスクワに呼び戻され、ロシア社会主義労働党から改称されたロシア共産党の中央委員に選出される。

### 共産党幹部として
ソ連成立後はウラジーミル・レーニン死去直後の1924年2月に共産党書記局書記に選出される。1925年12月に解任されたが、妻同士も親友だった、全連邦共産党(この頃ロシア共産党から改称される)書記長、ヨシフ・スターリンの側近の一人として出世を続け、1926年7月に政治局員候補に昇格、1928年1月に北コーカサス党地域委員会の第一書記、1930年末に人民委員会議議長代理兼労農検査人民委員(それぞれ列国行政府の副首相、大臣に相当)および中央統制委員会議長に就任。1931年にはいずれのポストからも解任されるが、その前後の同年10月2日に鉄道人民委員に就任する。反対する農民を強制収容所に送る等スターリンによる農業集団化を押し進めた。1932年に政治局員に昇格するが、この頃難聴及び腸カタルを患う。
1935年2月に書記局書記に再選出される。大粛清下では1937年2月23日に開催された中央委員会総会でニコライ・ブハーリンを「党の信用を悪用した」と非難、ブハーリンと前人民委員会議議長、アレクセイ・ルイコフの逮捕に関与したのみならず、同年夏にはヴォルガ・ドイツ人自治ソヴィエト社会主義共和国の首相、ハインリヒ・ルフ及びマシーントラクターステーションの職員らをトロツキストまたは右翼クラーク組織の一味として大量逮捕し、スターリンに報告した後、スタリナバード等で各中央アジア連邦構成国の共産党幹部達を多数逮捕した。スタリナバードだけでも人民委員、中央委員会幹部、同書記合わせて65人逮捕したという。大粛清が鎮静化した後は一部の面々を粛清から守った事もあったが、娘のナターシャ・アンドエーレワは後年受けたインタビューで全ての犯罪について無罪を主張していた。またナターシャは両親はソ連を滅ぼす破壊分子及び第5列を始末すべきだと考えていたとも証言している。
1938年12月にソ連邦最高会議議長に就任、翌1939年3月に大粛清を主導するも、その行き過ぎやアルコール中毒ぶりがスターリンの不興を買っていたニコライ・エジョフに代わり、中央統制委員会から改編されたソ連共産党中央統制委員会議長に就任、第二次世界大戦中は1943年12月に農業人民委員も兼ね、軍事輸送や少数民族の強制移住に関与した。

### 戦後
数々の要職を歴任していたアンドレーエフだったが、戦後は健康を害する様になる。1945年11月には既にヴャチェスラフ・モロトフとゲオルギー・マレンコフに難聴の症状を訴えていた。
1946年には書記局書記、最高会議議長、農業人民委員を解任されたが、政治局局員および共産党中央統制委員会議長のポストはそのままで、人民委員会議から改編された閣僚会議の議長代理(副首相相当)に就任する。不眠症や眩暈にも苦しんでいたが、1949年1月にはマレンコフに手紙で自らへの治療が正しいか調査してほしい旨を訴えている。医師団陰謀事件の一つとして治療薬にコカインが処方された疑惑である。健康を害しながらも、マレンコフとラヴレンチー・ベリヤが政敵だったアンドレイ・ジダーノフ(前年の1948年8月に死去)の一派を追い落とそうと捏造したとされるレニングラード事件において捜査に乗り出し、ゴスプラン（国家計画委員会）から500強の書類が紛失していた事が明らかになったが、閣僚会議議長代理兼ゴスプラン議長だったニコライ・ヴォズネセンスキー等ジダーノフ一派の逮捕に関与した。
しかし、スターリンの信頼は戻らず、ハザンも軽工業副相を解任されたが、1952年、13年ぶりに開催される予定だった第19回党大会の直前、政治局からの改編としての幹部会のメンバーに入れるつもりがない事をスターリンから通告される。実際10月5日から12日間にかけて開催された党大会では幹部会員にも会員候補にも選出されず、閣僚会議議長代理のポストは保ったが、事実上失脚した。この党大会には党指導部を世代交代させるスターリンの狙いがあり、マレンコフらではなく、ミハイル・スースロフを後継者候補にしていたのではとの意見もあるが、間もなくスターリンが急死し、最高指導者がマレンコフ(閣僚会議議長)からニキータ・フルシチョフ(筆頭書記、書記長から改称)に交代した中、閣僚会議議長代理のポストも失った。

### 晩年
フルシチョフとマレンコフはアンドレーエフにどの様な然るべきポストをつけるか検討する様になり、スターリン死後集団指導体制となった1953年5月9日には中央委員会政治局で同志アンドレーエフに書記局が仕事上の提案を行う事を決議した。同年8月の中央委員会プレナムでアンドレーエフは演説を行い、マルクス文学や直前に逮捕されたベリヤの陰謀について言及した。フルシチョフとマレンコフは意のままにならないスターリン主義者、アンドレーエフをますます政治の中枢から遠ざける事にし、中央委員と最高会議代議員にはとどまっていたが、再び重要なポストを与えられる事は無かった。1960年秋には心臓発作を起こすが、レオニード・ブレジネフ最高会議幹部会議長がついに1962年に同志アンドレーエフは健康上これ以上の党務を続ける事は困難であり、特別の医療を受ける事とその為に年金を支給する事を中央委員会に提案した。最高会議幹部会の顧問となったが名誉職であり、年金生活に入り、引退する。
1965年にはミコヤンが70歳の誕生日を迎えるアンドレーエフに赤旗勲章を授与する事を提案したが、ニコライ・ポドゴルヌイの反対に遭い、最高会議幹部会議長、第二書記を経て第一書記(筆頭書記から改称、1966年に書記長に戻される)となっていたブレジネフも支持したため実現しなかった。ただし、レーニン勲章はその前日に授与されており、これは生涯4度目の事だった。この間1961年にハザンと死別している。1971年12月5日、1964年に失脚したフルシチョフの後を追う様に死去。ノヴォデヴィチ修道院の墓地に埋葬された。

## 人物
登山を趣味とし、ベートーヴェンやブラームス、チャイコフスキー等音楽への造詣も深かった。スターリンからはミハイル・カリーニン、フルシチョフと共に「本物のプロレタリア」と評された。北コーカサスの党地域委員会の第一書記だった時にはスターリンによる、農民からの穀物取り立て策に対して困難であると反論し、モロトフがまずアンドレーエフを宥めたが、最終的にはスターリンが「アンドルーシャ」の愛称で呼びながら説得した。しかし、第二次世界大戦後は自身の健康問題と農業問題でスターリンの不興を買う様になり、次第に存在感を失っていった。

## 受勲
レーニン勲章を4度授与されている。内3度はそれぞれ50歳、60歳、70歳の誕生日前日に授与された。最晩年の1970年、75歳の誕生日前日には十月革命勲章を授与されている。

## 家族
ハザンとの間に一男一女(ウラジーミル、ナターシャ)を儲けた。ナターシャも父の無罪だけでなく、大粛清そのものがスパイを始末する為に必要だったと見做し、スターリンの責任もエイズを持ち込んだ資本主義者が殺した人数ほどではないと全面的に否定した等父以上のスターリン主義者だった。ウクライナ騒乱及びクリミア侵攻を見届けた後、2015年に死去した。またジェーナという女性の間にも二女(タチヤナ、ワレンチナ)を儲けている。